# بالارد وودز (ویرجینیا)
بالارد وودز (به انگلیسی: Ballard Woods) یک منطقهٔ مسکونی در ایالات متحده آمریکا است که در شهرستان البمارل، ویرجینیا واقع شده‌است.